# Ла Пас (департамент, Салвадор)
Вижте пояснителната страница за други значения на Ла Пас.
Ла Пас (на испански: La Paz) е един от 14-те департамента на централноамериканската държава Салвадор. Намира се в южноцентралната част на страната. Площта му е 1224 квадратни километра, а населението – 375 457 души (по изчисления за юни 2020 г.).

## Общини
Департаментът се състои от 23 общини, някои от тях са:
1. Верапас
2. Ел Росарио
3. Сан Луис Талпа
4. Санта Мария Остума